# Juniorvärldsmästerskapen i skidskytte 2010
Juniorvärldsmästerskapen i skidskytte 2010 arrangerades från 24 januari till 3 februari 2010 i svenska Torsby.

## Medaljligan
| Placering | Nation    | Guld | Silver | Brons | Totalt |
| 1         | Ryssland  | 7    | 5      | 3     | 15     |
| 2         | Tyskland  | 4    | 3      | 3     | 10     |
| 3         | Frankrike | 2    | 3      | 1     | 6      |
| 4         | Norge     | 1    | 1      | 5     | 7      |
| 5         | Österrike | 1    | 0      | 0     | 1      |
| 5         | Rumänien  | 1    | 0      | 0     | 1      |
| 7         | Sverige   | 0    | 2      | 0     | 2      |
| 8         | Belarus   | 0    | 1      | 1     | 2      |
| 9         | Italien   | 0    | 1      | 0     | 1      |
| 10        | Polen     | 0    | 0      | 2     | 2      |
| 11        | Kanada    | 0    | 0      | 1     | 1      |

## Damer

### Unga kvinnor
| Pl. | Namn               |
| --- | ------------------ |
| 1   | Olga Galitj        |
| 2   | Jelena Badanina    |
| 3   | Rose-Marie Côté    |
| 4   | Thekla Brun-Lie    |
| 5   | Irina Krjuko       |
| 6   | Alexia Runggaldier |
| 7   | Monika Hojnisz     |
| 8   | Maria Bukowska     |
| 9   | Natalia Sjalajeva  |
| 10  | Ingela Andersson   |

| Pl. | Namn               |
| --- | ------------------ |
| 1   | Elena Badanina     |
| 2   | Ingela Andersson   |
| 3   | Monika Hojnisz     |
| 4   | Irina Krjuko       |
| 5   | Darija Nestertjik  |
| 6   | Alexia Runggaldier |
| 7   | Julija Bryhinets   |
| 8   | Chardine Sloof     |
| 9   | Paulina Fialkova   |
| 10  | Elisa Gasparin     |

| Pl. | Namn                |
| --- | ------------------- |
| 1   | Elena Badanina      |
| 2   | Ingela Andersson    |
| 3   | Monika Hojnisz      |
| 4   | Anne-Tine Markset   |
| 5   | Olga Galitj         |
| 6   | Julija Bryhinets    |
| 7   | Irina Krjuko        |
| 8   | Maria Bukowska      |
| 9   | Elisa Gasparin      |
| 10  | Juliette Lazzarotto |

| Pl. | Nation                                                       |
| --- | ------------------------------------------------------------ |
| 1   | NorgeThekla Brun-Lie Marion Rønning Huber Anne-Tine Markset  |
| 2   | RysslandJelena Badanina Natalja Sjalajeva Olga Galittj       |
| 3   | BelarusIrina Krjuko Dzijana Maskalenka Darija Nestertjik     |
| 4   | KanadaMarie-Rose Côté Audrey Vaillancourt Julia Ransom       |
| 5   | UkrainaIrina Varvinets Anastasia Merkusjina Julija Bryhinets |

### Juniorer
| Pl. | Namn              |
| --- | ----------------- |
| 1   | Réka Ferencz      |
| 2   | Karolin Horchler  |
| 3   | Leslie Mercier    |
| 4   | Anastasija Kalina |
| 5   | Larisa Kusnetsova |
| 6   | Dorothea Wierer   |
| 7   | Kristel Viigiupuu |
| 8   | Sophie Boilley    |
| 9   | Emilia Jordanova  |
| 10  | Marie Hov         |

| Pl. | Namn                  |
| --- | --------------------- |
| 1   | Maren Hammerschmidt   |
| 2   | Sophie Boilley        |
| 3   | Synnøve Solemdal      |
| 4   | Anastasija Kalina     |
| 5   | Kaia Wøien Nicolaisen |
| 6   | Kristel Viigiupuu     |
| 7   | Miriam Behringer      |
| 8   | Larisa Kusnetsova     |
| 9   | Emilia Jordanova      |
| 10  | Svetlana Perminova    |

| Pl. | Namn                  |
| --- | --------------------- |
| 1   | Sophie Boilley        |
| 2   | Anastasija Kalina     |
| 3   | Synnøve Solemdal      |
| 4   | Maren Hammerschmidt   |
| 5   | Larisa Kusnetsova     |
| 6   | Kaia Wøien Nicolaisen |
| 7   | Réka Ferencz          |
| 8   | Svetlana Perminova    |
| 9   | Ala Talkatj           |
| 10  | Gabriela Soukalová    |

| Pl. | Nation                                                        |
| --- | ------------------------------------------------------------- |
| 1   | RysslandLarissa Kusnezowa Swetlana Perminowa Anastasia Kalina |
| 2   | NorgeKaia Wøien Nicolaisen Marie Hov Synnøve Solemdal         |
| 3   | TysklandMiriam Behringer Maren Hammerschmidt Nicole Wötzel    |
| 4   | FrankrikeLeslie Mercier Aurélie Bajard Sophie Boilley         |
| 5   | BelarusKarina Savosik Ala Talkatj Sofiya Skardzina            |

## Herrar

### Unga män
| Pl. | Namn                       |
| --- | -------------------------- |
| 1   | Martin Maier               |
| 2   | Aleksandr Petjenkin        |
| 3   | Vetle Sjastad Christiansen |
| 4   | Kristian Ruud Nesheim      |
| 5   | Ivan Pitsjuskin            |
| 6   | Johannes Kühn              |
| 7   | Florent Claude             |
| 8   | Jakov Nekrasov             |
| 9   | Kevin Russi                |
| 10  | Lorenz Waeger              |

| Pl. | Namn                       |
| --- | -------------------------- |
| 1   | Johannes Kühn              |
| 2   | Aleksandr Petjenkin        |
| 3   | Vetle Sjastad Christiansen |
| 4   | Ivan Pitsjuskin            |
| 5   | Aleksandr Loginov          |
| 6   | Kristian Ruud Nesheim      |
| 7   | Aliaksej Abramtsjik        |
| 8   | Dimitr Gerdjikov           |
| 9   | Gaspard Cuenot             |
| 10  | Vili Vajanto               |

| Pl. | Namn                       |
| --- | -------------------------- |
| 1   | Aleksandr Petjenkin        |
| 2   | Johannes Kühn              |
| 3   | Ivan Pitsjuskin            |
| 4   | Aleksandr Loginov          |
| 5   | Vetle Sjastad Christiansen |
| 6   | Florent Claude             |
| 7   | Aljaksandr Darosjka        |
| 8   | Benjamin Plaickner         |
| 9   | Dimitr Gerdjikov           |
| 10  | Gaspard Cuenot             |

| Pl. | Nation                                                             |
| --- | ------------------------------------------------------------------ |
| 1   | RysslandAleksandr Loginov Ivan Pitjuzjkin Aleksandr Petjenkin      |
| 2   | FrankrikeAntonio Guigonnat Florent Claude Simon Desthieux          |
| 3   | NorgeKristian Ruud Nesheim Erling Ålvik Vetle Sjastad Christiansen |
| 4   | FinlandVili Vajanto Olli Hiidensalo Mikko Repo                     |
| 5   | BelarusAliaksej Abromtjik Aliaksandr Martjanka Aliaksandr Darozjka |

### Juniorer
| Pl. | Namn               |
| --- | ------------------ |
| 1   | Yann Guigonnet     |
| 2   | Michael Galassi    |
| 3   | Tom Barth          |
| 4   | Benedikt Doll      |
| 5   | Ondrej Exler       |
| 6   | Dominik Windisch   |
| 7   | Mario Dolder       |
| 8   | Vladimir Alenisjko |
| 9   | Peter Hoffmann     |
| 10  | Thomas Hasilla     |

| Pl. | Namn               |
| --- | ------------------ |
| 1   | Jevgenij Petrov    |
| 2   | Manuel Müller      |
| 3   | Tom Barth          |
| 4   | Mathieu Souchal    |
| 5   | Benedikt Doll      |
| 6   | Leif Nordgren      |
| 7   | Peter Hoffmann     |
| 8   | Remy Borgeot       |
| 9   | Vladimir Alenisjko |
| 10  | Dmitri Kononov     |

| Pl. | Namn               |
| --- | ------------------ |
| 1   | Manuel Müller      |
| 2   | Vladimir Alenisjko |
| 3   | Jevgenij Petrov    |
| 4   | Mathieu Souchal    |
| 5   | Leif Nordgren      |
| 6   | Yann Guigonnet     |
| 7   | Andrej Turgenjov   |
| 8   | Dominik Windisch   |
| 9   | Tom Barth          |
| 10  | Benedikt Doll      |

| Pl. | Nation                                                                       |
| --- | ---------------------------------------------------------------------------- |
| 1   | TysklandTom Barth Johannes Kühn Benedikt Doll Manuel Müller                  |
| 2   | FrankrikeRemy Borgeot Mathieu Souchal Ludwig Ehrhart Yann Guigonnet          |
| 3   | RysslandNasir Rabadanov Jevgenij Petrov Andrej Turgenjov Dimitri Kononov     |
| 4   | ÖsterrikeBernhard Leitinger Albert Herzog Christian Kitzbichler Michael Hörl |
| 5   | SverigeHenrik Forsberg Fredrik Karlsson Mikael Persson Christoffer Eriksson  |